# Léon Mugesera
Léon Mugesera (nacido en 1952) es un expolítico ruandés, que tuvo residencia en Quebec, Canadá. Fue deportado de ese país por sus incendiarios discursos anti-tutsis los cuales, según sus críticos, fueron precursores del estallido del genocidio de Ruanda en 1994,Mugesera ya no habitaba en Ruanda cuando estalló la matanza étnica. En 2012 fue extraditando a Ruanda y en 2016 fue condenado a prisión perpetua en Kigali.

## Período en Ruanda
Siendo de la etnia hutu, Mugesera fue militante del partido gobernante hutu, el MRND, el cual poseía fuertes vínculos con las Fuerzas Armadas de Ruanda. Fue vicepresidente de su partido por la prefectura de Gisenyi.
El 22 de noviembre de 1992, Mugesera dio un discurso ante supuestamente 1000 miembros del partido, en donde dijo "nosotros, el pueblo, estamos obligados a tomar la responsabilidad por nuestra cuenta, y eliminar a esa escoria", y que deberían matar a los tutsis y "arrojar sus cuerpos en los ríos de Ruanda." Esta declaración no existe en la traducción oficial del discurso, tal como se presentó en un documento legal ante el Ministerio de Ciudadanía e Inmigración de Canadá, el 8 de agosto de 2003.

No teman, sepan que cualquiera cuyo cuello no sea cortado es el que les cortará el cuello
Léon Mugesera, 22 de noviembre de 1992, Ministerio de Ciudadanía e Inmigración de Canadá.

Tras este discurso, el ministro de Justicia de Ruanda, Stanislas Mbonampeka, emitió una orden de arresto en su contra por incitar al odio. Huyó con su familia primero al ejército ruandés, y posteriormente hacia la ciudad de Quebec, Canadá. Poco después, Mbonampeka renunció a su cargo como señal de protesta.

## Canadá
En Canadá, Mugesera y su familia llegaron en calidad de refugiados, pro rápidamente se le otorgó el estatus de residencia permanente. También logró obtener trabajo como docente en la Universidad Laval.

## Acusaciones por crímenes de guerra
Philip Gourevitch, autor del libro We Wish to Inform You That Tomorrow We Wil Be Killed with Our Families (Deseamos informarles de que mañana seremos asesinados junto con nuestras familias), afirmó que el discurso de Mugesera de 1992 dio el impulso necesario a la histeria anti-tutsi, para que llevaran a cabo el genocidio, diciendo que ''[Mugesera] fue uno de los primeros en acudir a un importante discurso público y dijo, 'Miren, nuestro error en el pasado con la minoría tutsi ha sido permitir que ellos sobrevivan, y permitiendo que ellos vivan. Tenemos que deshacernos de ellos'. Tenemos que conseguir librarnos de ellos.'"  Esta declaración no existe en la traducción oficial del discurso, sino que fue presentado en un documento legal ante el Ministerio de Ciudadanía e Inmigración de Canadá, el 8 de agosto de 2003.

## Proceso de deportación
En 1995, abogados del gobierno canadiense dieron inicio a las audiencias de deportación contra Mugesera. Dos tribunales de inmigración ordenaron su deportación, pero, la Corte Federal de Apelaciones de Canadá revocó ambos veredictos. El juez Robert Décary, escribiendo para la Corte, sostuvo que no había pruebas suficientes para vincular el discurso que Mugesera dio en 1992 con el genocidio, el cual estalló dos años después, En todos los juicios, Mugesera fue representado por el abogado quebequés Guy Bertrand.
El 1 de agosto de 2001, Mugesera emitió una declaración, solicitando un juicio bajo la nueva Ley de Crímenes Contra la Humanidad y Crímenes de Guerra de Canadá.
La decisión de la Corte Federal de Apelaciones fue posteriormente revocada por una decisión unánime de 8 votos de la Corte Suprema de Canadá. La deportación se retrasó debido a preocupaciones sobre el posible uso de la pena capital en Ruanda, pero este método fue abolido en 2007. Tras ello, Mugesera comenzó a luchar contra su deportación, por temor a que podría ser víctima de torturas en su país natal. Como Canadá se mostró reacio a deportar a alguien que podría ser objeto de torturas, Kigale ofreció ''garantías diplomáticas'' a Canadá sobre el trato hacia Mugesera.
El 23 de enero de 2012, un juez de la Corte Superior de Quebec rechazó la oferta de Mugesera para evitar su deportación. Ese mismo día, a las 16:00 hrs, Mugesera fue deportado a través del Aeropuerto Internacional de Montreal.
El 15 de abril de 2016, Mugesera fue condenado a prisión perpetua por un tribunal ruandéscor gargos de incitacion al odio y al genocidio pero fue absuelto de los cargos de conspiración y complicidad en genocidio. El organismo de la ONU concluyó en 2018 que Ottawa había violado la Convención contra la Tortura al devolver a Léon Mugesera a Ruanda.